# Perception de l'espace
La perception de l'espace désigne les processus sensoriels, notamment visuels et auditifs, qui permettent de localiser un objet dans l'espace. L'hippocampe du cerveau joue un rôle important dans l'acquisition des connaissances spatiales, le lobe pariétal ayant aussi des fonctions importantes concernant la perception spatiale.